# Proserpine (obra de teatre)

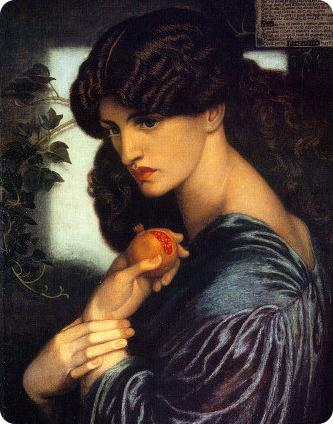
Proserpine Per Dante Gabriel Rossetti (1874)

Proserpine és un drama en vers escrit per a nens pels escriptors romàntics anglesos Mary Shelley i el seu marit Percy Bysshe Shelley. Mary va escriure el drama en vers blanc i Percy hi va contribuir amb dos poemes lírics. Composta l'any 1820 mentre els Shelley vivien a Itàlia, sovint es considera companya de l'obra Midas dels Shelley. Proserpine es va publicar per primera vegada a la revista londinenca The Winter's Wreath el 1832. Si el drama es va plantejar mai per ser posat en escena és un punt de debat entre els estudiosos..
El drama es basa en la història d'Ovidi sobre el segrest de Prosèrpina per part de Plutó, que es basava en el mite grec de Demèter i Persèfone. La versió de Mary Shelley se centra en els personatges femenins. En un relat en gran part feminista des del punt de vista de Ceres, Shelley posa èmfasi en la separació de la mare i la filla i la força que ofereix una comunitat de dones. Ceres representa la vida i l'amor, i Plutó representa la mort i la violència. Els gèneres del text també reflecteixen els debats de gènere de l'època. Percy va contribuir en la forma de vers líric dominada tradicionalment pels homes; Mary va crear un drama amb elements comuns a l'escriptura femenina de principis del segle xix: detalls de la vida quotidiana i diàleg empàtic.
Prosèrpina forma part d'una tradició literària femenina que, com descriu la crítica literària feminista Susan Gubar, ha utilitzat la història de Ceres i Prosèrpina per "redefinir, reafirmar i celebrar la pròpia consciència femenina". No obstant això, l'obra ha estat descuidada i marginada per la crítica.

## Fons

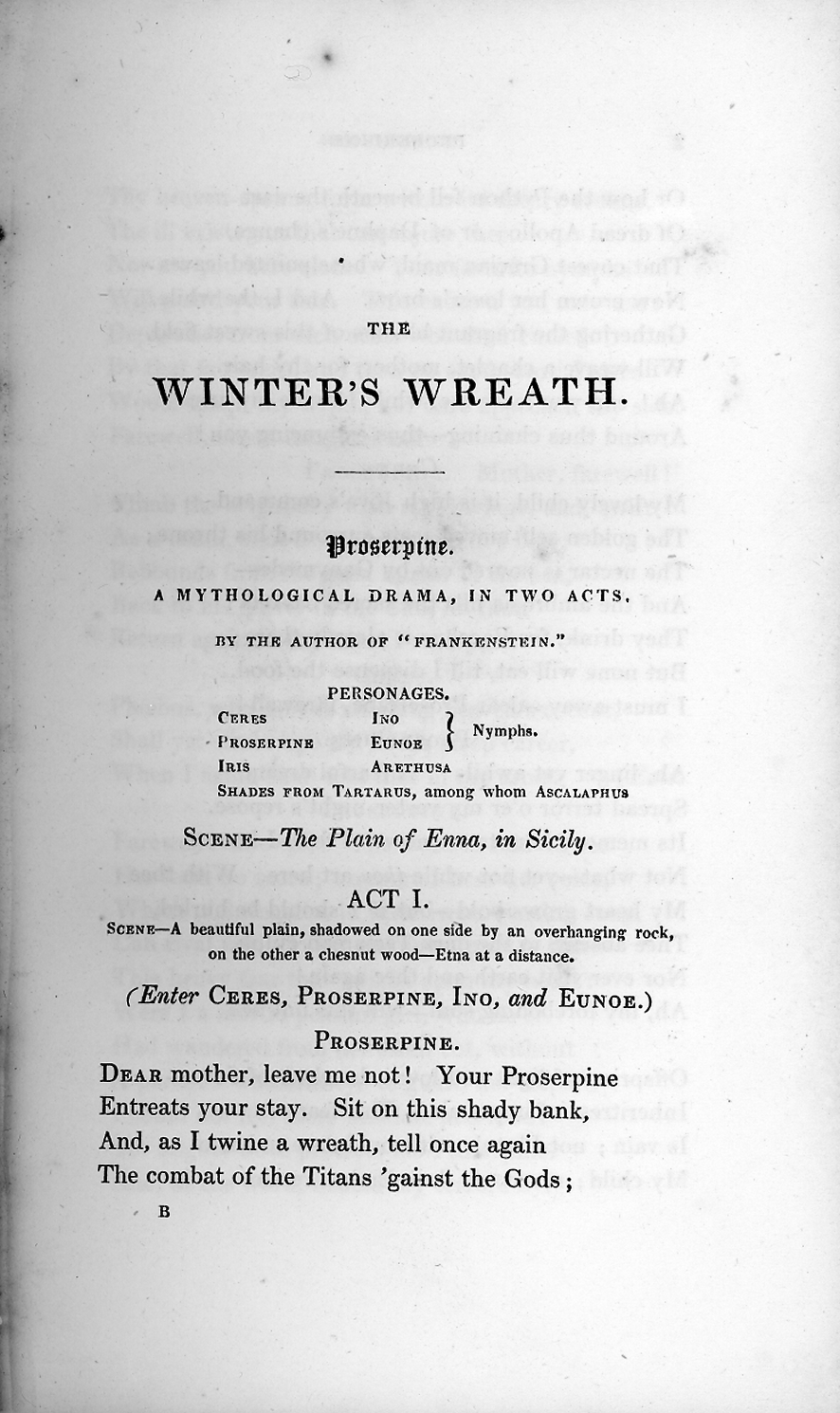
Proserpine tal com es va publicar per primera vegada a Winter's Wreath el 1832.

El març de 1818 els Shelley es van traslladar a Itàlia, on aviat van morir els seus dos fills petits, Clara i William. Mary va entrar en una profunda depressió i es va alienar de Percy. Es va recuperar fins a cert punt amb el naixement de Percy Florence més tard el 1819.
Entre 1818 i 1820, va absorbir una quantitat considerable de drama, llegint moltes de les obres de William Shakespeare, algunes amb Percy. Percy creia que Mary tenia talent per a l'escriptura dramàtica i la va convèncer d'estudiar les grans obres de teatre angleses, franceses, llatines i italianes, així com la teoria dramàtica. Fins i tot li va demanar consell sobre la seva obra The Cenci, i ella va transcriure el manuscrit del seu drama Prometheus Unbound. Els Shelley també van assistir a òperes, ballets i obres de teatre. Percy també va animar Mary a traduir l'obra de teatre de Vittorio Alfieri Mirra (1785), una tragèdia sobre l'incest pare-filla que va influir en la seva pròpia novel·la Mathilda.
Els estudis de Mary Shelley van ser amplis durant aquests anys. Va començar a aprendre grec el 1820 i va llegir molt. També havia estat llegint les Metamorfosis d'Ovidi almenys des de 1815 i va continuar fent-ho el 1820. La seva altra lectura incloïa el tractat filosòfic de Jean-Jacques Rousseau, Emile (1762) i la seva novel·la sentimental, La Nouvelle Héloïse (1761), així com el llibre infantil de Thomas Day The History of Sandford and Merton (1783–89). La crítica Marjean Purinton assenyala que la seva lectura al voltant de l'època en què estava component Proserpine incloïa "tractats educatius i literatura infantil, plenes de moralismes sobre comportaments de gènere", així com el de la seva mare Mary Wollstonecraft, Thoughts on the Education of Daughters (Pensaments sobre l'educació de les filles). 1787) i Històries originals de la vida real (1788). Aquestes últimes formaven part de la tradició del llibre de conducta que desafiava els rols de gènere de les dones.